# Oddziały karne i dyscyplinarne Wojska Polskiego
Oddział karny (dyscyplinarny), potocznie: jednostka karna – jednostka wojskowa Sił Zbrojnych PRL przeznaczona do wykonywania kary dyscyplinarnej „służby w oddziale karnym” (od 1971 – „służby w oddziale dyscyplinarnym”).

## Jednostki karne w Wojsku Polskim
W czasie II wojny światowej, w latach 1943-1945, w ludowym Wojsku Polskim sformowano sześć pododdziałów karnych dla żołnierzy, którzy dokonali przestępstwa wojskowego albo dopuścili się poważnych naruszeń dyscypliny lub porządku wojskowego. Pierwszym był nieetatowy Oddział Karny przy 1 Polskiej Dywizji Piechoty im. Tadeusza Kościuszki. Pozostałe zorganizowane zostały według sowieckiego etatu Nr 04/392 stanie osobowym stałym 12 wojskowych i zmiennym — 214:
- 1 samodzielna kompania karna Armii
- 2 samodzielna kompania karna Armii
- 3 samodzielna kompania karna Armii przy 3 zapasowym pułku piechoty
- 4 samodzielna kompania karna Armii
- 5 samodzielna kompania karna Armii

22 maja 1945 Naczelny Dowódca WP wydał rozkaz Nr 0125/Org. w sprawie rozformowania etatowych i nieetatowych kompanii karnych.
27 października 1945 wszedł w życie dekret Rady Ministrów z dnia 26 czerwca 1945 Wojskowe przepisy dyscyplinarne. Katalog kar dyscyplinarnych zawartych w niniejszym dekrecie przewidywał czternaście kar (art. 12). Jedną z nich była kara skierowania do oddziału karnego. Surowszą od tej kary była jedynie degradacja. Kara skierowania do oddziału karnego polegała na pełnieniu przez oznaczony okres służby w oddziale karnym (art. 28 § 1). Żołnierze niezdegradowani byli na czas służby w oddziale karnym zrównani z szeregowcami, a odzyskiwali swe prawa przy zwolnieniu ze służby w oddziale karnym. Żołnierzom skierowanym do oddziału karnego odbierane były na czas tej służby ordery, medale i odznaki wojskowe. Przy zwolnieniu ze służby w oddziale karnym, uprawnionym zwracano ich ordery, medale i odznaki wojskowe (art. 28 § 2).
Uprawnionymi do wymierzenia kary skierowania do oddziału karnego byli przełożeni dyscyplinarni:
w stosunku do podwładnych szeregowców:
- dowódca pułku – do 4 tygodni,
- dowódca brygady – do 6 tygodni,
- dowódca dywizji – do 8 tygodni,
- dowódca korpusu – do 10 tygodni,
- dowódca armii – do 12 tygodni,
- Minister Obrony Narodowej (Naczelny Dowódca) – do 16 tygodni,

w stosunku do podwładnych podoficerów:
- dowódca pułku – do 3 tygodni,
- dowódca brygady – do 4 tygodni,
- dowódca dywizji – do 6 tygodni,
- dowódca korpusu – do 8 tygodni,
- dowódca armii – do 10 tygodni,
- Minister Obrony Narodowej (Naczelny Dowódca) – do 12 tygodni,

26 stycznia 1951 weszła w życie Ustawa z dnia 18 stycznia 1951 r. o odpowiedzialności żołnierzy za przewinienia dyscyplinarne i za naruszenia honoru i godności żołnierskiej. Nowy akt prawny utrzymał karę służby w oddziale karnym.
Jesienią 1953 na bazie kompanii karnej w Modlinie sformowany został 3 batalion karny (JW 1275). Jednostka miała być utworzona w Zbąszyniu i przeznaczona do prac w Międzyrzeckim Rejonie Umocnionym. W marcu 1954 batalion dyslokowany został do Kamiennej Góry i zakwaterowany na terenie byłej filii obozu koncentracyjnego Gross Rosen. Stan zmienny jednostki skierowany został do pracy w kopalniach wałbrzyskiego zagłębia węglowego. W maju 1956 batalion został rozformowany.
29 sierpnia 1963 weszła w życie Ustawa z dnia 21 maja 1963 r. o dyscyplinie wojskowej oraz o odpowiedzialności żołnierzy za przewinienia dyscyplinarne i za naruszenia honoru i godności żołnierskiej, która również przewidywała karę skierowania do oddziału karnego.
7 lipca 1970 kara służby w oddziale karnym przez okres od 1 do 3 miesięcy zmieniona została na karę służby w oddziale dyscyplinarnym przez okres od 1 do 3 miesięcy.
Z dniem 1 stycznia 1971 weszło w życie zarządzenie Nr 37/MON Ministra Obrony Narodowej z dnia 28 lipca 1970 w sprawie regulaminu oddziału dyscyplinarnego. Jako załącznik do wymienionego zarządzenia ogłoszony został Regulamin oddziału dyscyplinarnego. Zgodnie z postanowieniami regulaminu:
- oddział dyscyplinarny był jednostką wojskową przeznaczoną wyłącznie od odbywania przez żołnierzy zasadniczej służby wojskowej – kary dyscyplinarnej służby w oddziale dyscyplinarnym,
- oddział dyscyplinarny podlegał bezpośrednio dowódcy okręgu wojskowego,
- zadania z zakresu prokuratorskiej kontroli przestrzegania prawa i działalności profilaktycznej prokuratorów wojskowych wykonywali w oddziałach dyscyplinarnych prokuratorzy okręgu wojskowego,
- przełożeni w oddziale dyscyplinarnym posiadali władzę dyscyplinarną o jeden szczebel wyższą niż przysługująca im z tytułu zajmowanego stanowiska służbowego np. dowódca plutonu posiadał władzę dyscyplinarną dowódcy kompanii,
- do czasu powołania oddzielnych oddziałów dyscyplinarnych dla żołnierzy jednostek wojsk lotniczych oraz marynarki wojennej, żołnierze ci kierowani byli do oddziału dyscyplinarnego tego okręgu wojskowego, na którego terenie stacjonowała jednostka macierzysta.

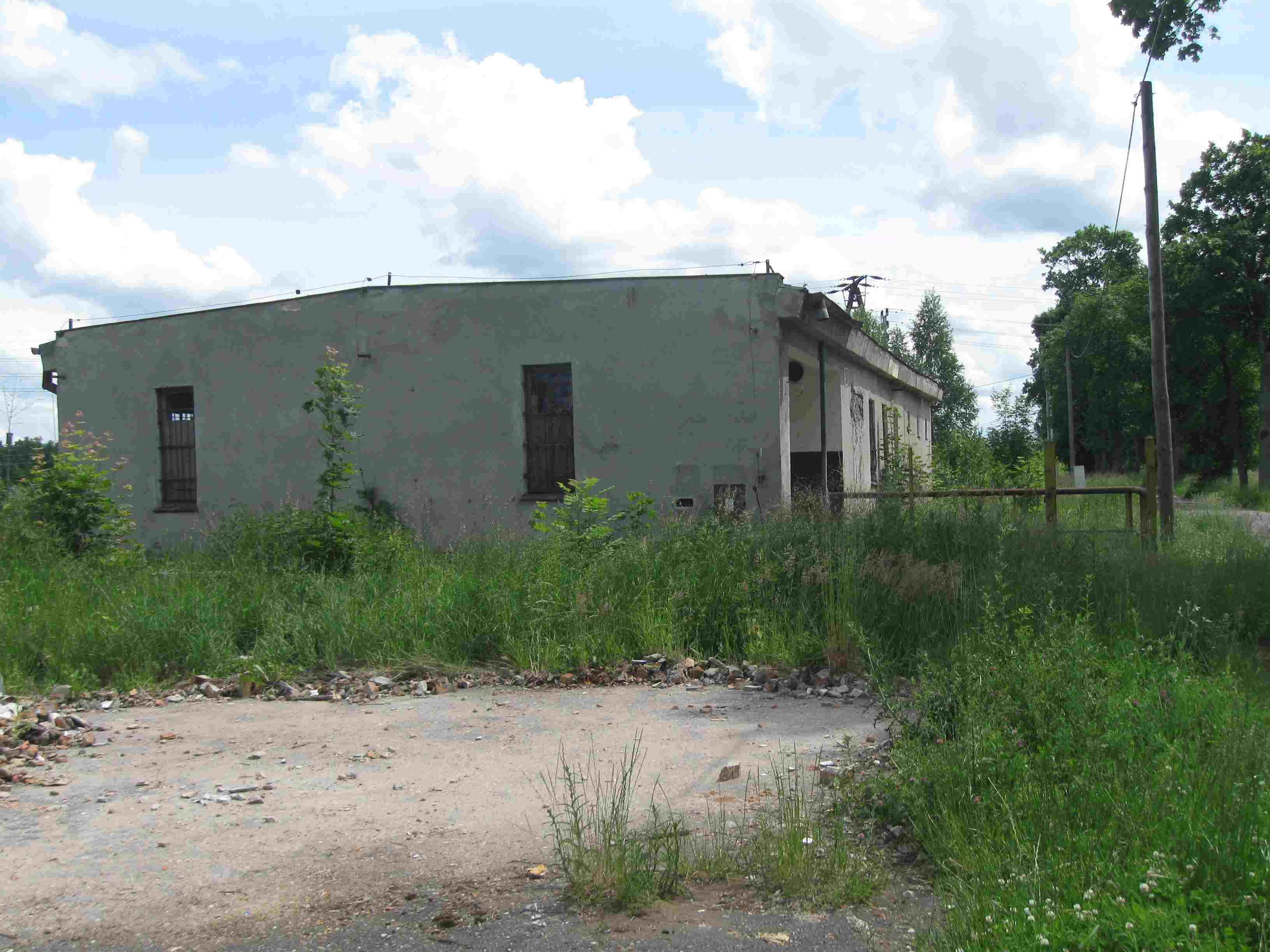
Pozostałości po oddziale dyscyplinarnym w Orzyszu

W latach 80. XX wieku, w Wojsku Polskim funkcjonowały trzy oddziały dyscyplinarne:
- 7 Oddział Dyscyplinarny w Orzyszu (JW 1370) dla Warszawskiego Okręgu Wojskowego,
- 9 Oddział Dyscyplinarny w Jarominie (Warcisławie) dla Pomorskiego Okręgu Wojskowego,
- 10 Oddział Dyscyplinarny w Wędrzynie dla Śląskiego Okręgu Wojskowego.

7 Oddział Dyscyplinarny utworzony został w kwietniu 1971 na podstawie rozkazu szefa Sztabu Generalnego WP. Pierwszym dowódcą Jednostki Wojskowej 1370 był płk Marceli Szulwic. W skład oddziału wchodziły trzy kompanie dyscyplinarne i kompania zabezpieczenia. W okresie funkcjonowania oddziału, karę odbyło 15802 żołnierzy służby zasadniczej.

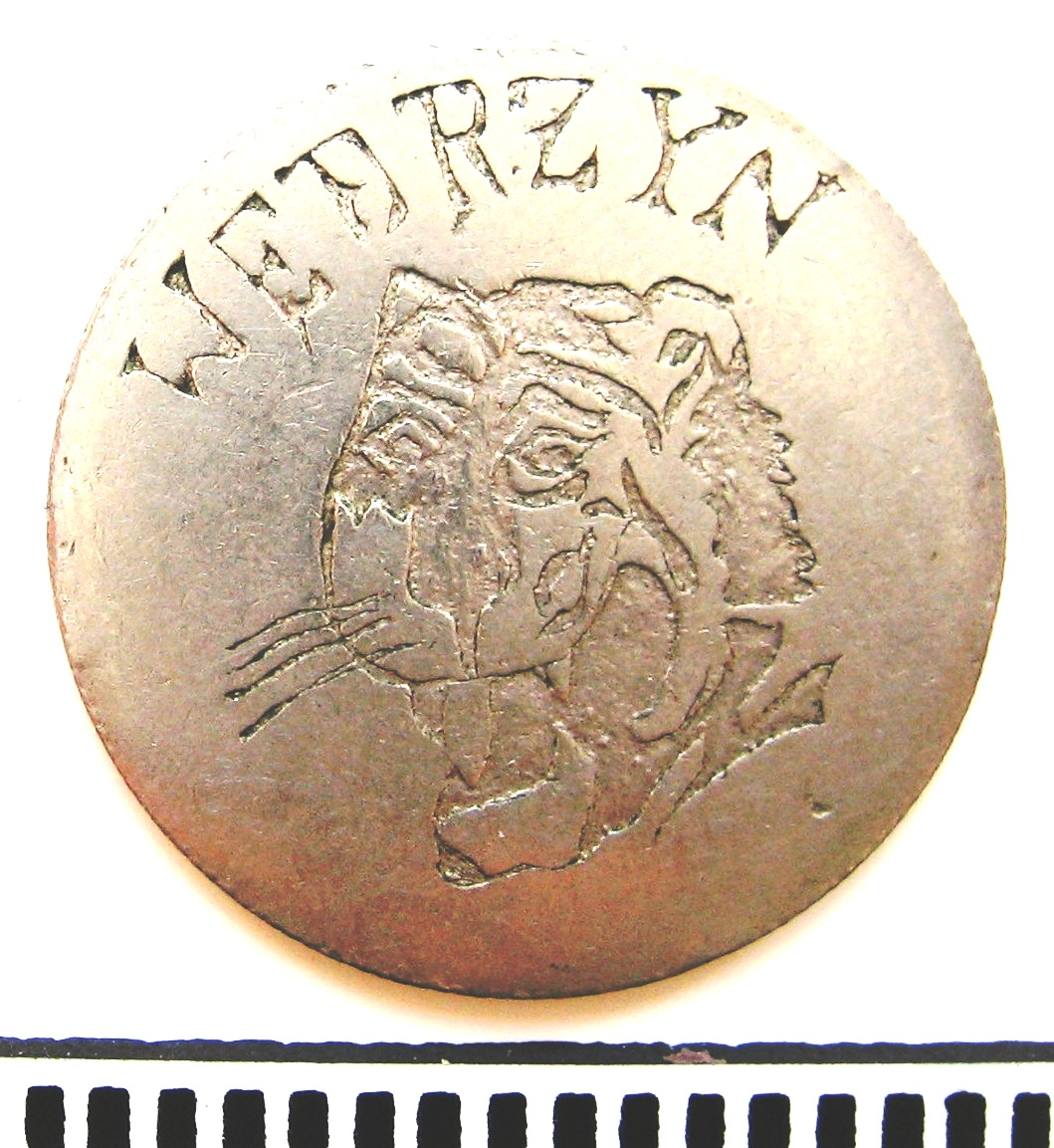
Medal "Tygrysa" awers

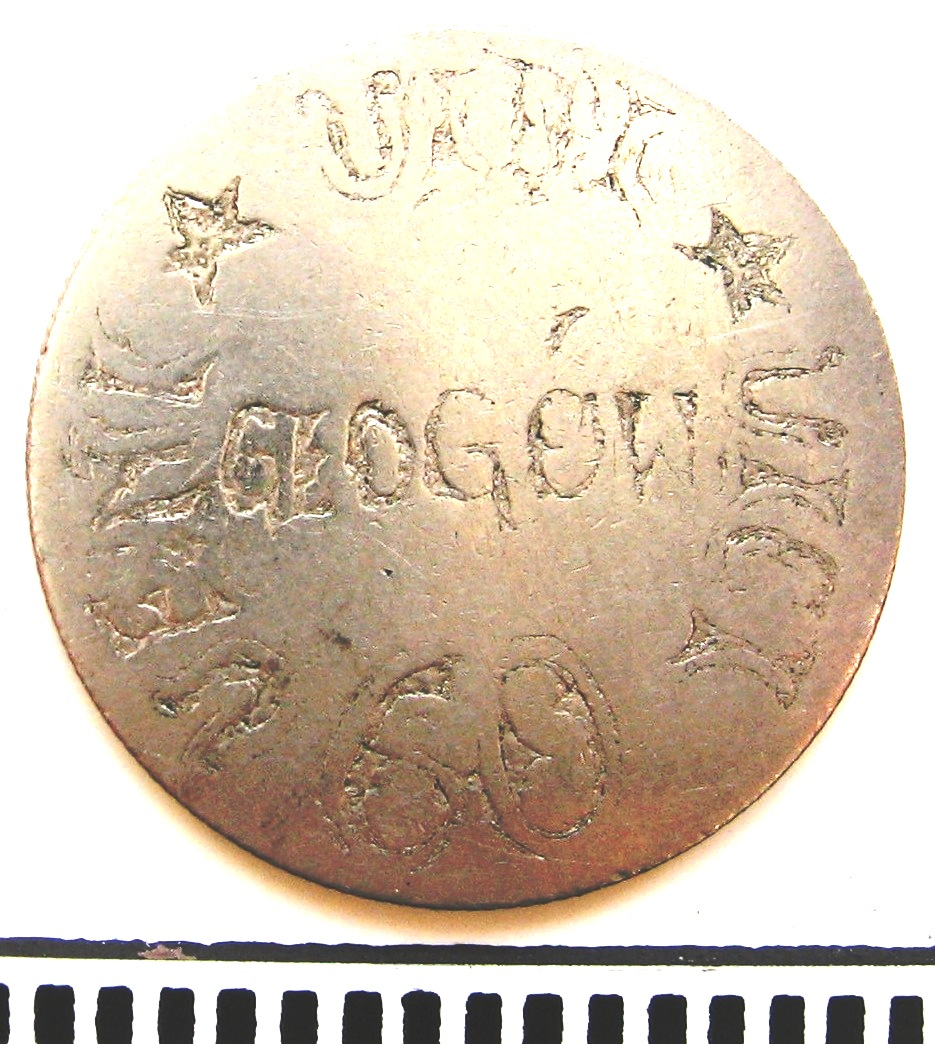
Medal "Tygrysa" rewers

Szkolenie w Orzyszu podporządkowane było zasadom obostrzonego regulaminu wewnętrznego, dotyczącego tego typu jednostki, a polegało m.in. na intensywnych zajęciach z taktyki, kilkudziesięciokilometrowych wymarszach (tzw. "Beczkach"), co ułatwiała bliska obecność poligonu oraz pracy fizycznej w miejscowej betoniarni. Ze względów bezpieczeństwa, na wyposażeniu żołnierzy odbywających tam karę, karabiny miały rozwierconą komorę nabojową. Żołnierze odbywający tam służbę potocznie zwani byli "Harcerzami", a po 40 dniach służby w oddziale "Tygrysami".
10 Oddział Dyscyplinarny w Wędrzynie sformowany został w grudniu 1984. W styczniu następnego roku przyjęci zostali pierwsi ukarani żołnierze. W skład oddziału wchodziły trzy plutony, pluton ochrony i areszt. Jednorazowo służbę w oddziale mogło pełnić 100 ukaranych żołnierzy. W pierwszym plutonie mieli pełnić służbę ukarani karą dwóch i więcej miesięcy służby w oddziale dyscyplinarnym, w plutonie trzecim – ukarani karą jednego miesiąca służby w oddziale dyscyplinarnym, a w plutonie drugim – żołnierze z obniżoną kategorią zdrowia, wobec których stosowany był inny program szkolenia. W praktyce stosowana była zasada, by w każdym z trzech plutonów była taka sama liczba żołnierzy. W oddziale wędrzyńskim tytuł i medal "Tygrysa" przysługiwał żołnierzowi, który odbył w nim co najmniej 60 dni kary. "Medal" wykonany był z monety o nominale 20 zł. Na awersie medalu umieszczona została głowa tygrysa i nazwa miejscowości, w której stacjonował oddział. Na rewersie wygrawerowana została maksyma Veni, vidi, vici, nazwa miejscowości, z której pochodził ukarany żołnierz i liczba "60" oznaczająca liczbę dni kary.
9 grudnia 1991 weszła w życie Ustawa z dnia 25 października 1991 r. o zmianie ustawy o powszechnym obowiązku obrony Rzeczypospolitej Polskiej oraz niektórych innych ustaw. Na jej podstawie z katalogu kar dyscyplinarnych usunięta została kara służby w oddziale dyscyplinarnym, a tym samym rację bytu straciły oddziały dyscyplinarne. 7 Oddział Dyscyplinarny w Orzyszu został zlikwidowany w grudniu 1991. W tym samym czasie rozformowane zostały pozostałe oddziały.
Pod koniec lat 90. powołano Wojskowy Ośrodek Wykonywania Kary Ograniczenia Wolności w Ciechanowie. Zgodnie z decyzją Ministra Obrony Narodowej z 5 października 2009 r. Ośrodek z dniem 31 marca 2010 r. został rozformowany.

## Służba w oddziale dyscyplinarnym
Zasady wymierzania i wykonywania kary dyscyplinarnej "służba w oddziale dyscyplinarnym" (dalej zwana "karą") określone zostały w Regulaminie Dyscyplinarnym Sił Zbrojnych Polskiej Rzeczypospolitej Ludowej.
Kara wymierzana była od jednego do trzech miesięcy tylko żołnierzom zasadniczej służby wojskowej z wyłączeniem żołnierzy pełniących służbę w charakterze kandydatów na żołnierzy zawodowych (podchorążych i kadetów), żołnierzy rezerwy odbywających ćwiczenia lub przeszkolenie oraz kobiet (pkt 73 ust. 1 lit. j).
Kara polegała na skierowaniu ukaranego do wykonywania zadań w tym oddziale w warunkach intensywnego szkolenia i pracy oraz obostrzonych rygorów dyscypliny (pkt 84 ust. 1).
Uprawnionymi do wymierzenia kary byli przełożeni dyscyplinarni:
- dowódca pułku (równorzędny), w wymiarze do 2 miesięcy,
- od szczebla dowódcy dywizji wzwyż, w wymiarze do 3 miesięcy.

(Zał. nr 2 Zestawienie uprawnień przełożonych do wymierzania kar dyscyplinarnych).
Przełożeni mogli wymierzyć żołnierzom karę za:
- popełnienie tego samego rodzaju przewinienia, za które byli karani trzykrotnie, w tym co najmniej dwa razy karą aresztu,
- popełnienie przewinienia, bez względu na jego rodzaj, jeżeli byli karani pięciokrotnie, w tym co najmniej dwa razy karą aresztu (pkt 84 ust. 2 lit. a i b).

Karę można było wymierzyć również żołnierzom karanym przez sąd wojskowy albo żołnierzom, w stosunku do których sąd lub prokurator wojskowy zastosował warunkowe umorzenie postępowania karnego, lub w sytuacji gdy uprawniony dowódca nie złożył wniosku o ściganie karne w razie popełnienia przez żołnierza czynu zabronionego podlegającego ściganiu na wniosek dowódcy. W tych wypadkach zasad określonych w ust. 2 nie stosowało się (pkt 84 ust. 3).
Zasady i tryb odbywania kary określał Regulamin Oddziału Dyscyplinarnego (pkt 84 ust. 5). Po odbyciu kary żołnierz wracał do macierzystej jednostki wojskowej (pkt 84 ust. 6). Żołnierze odbywający karę nie mogli być zwolnieni z czynnej służby wojskowej w czasie odbywania kary (pkt 86 ust. 1).
Przełożony mógł zawiesić wymierzoną przez siebie karę na okres od dwóch do sześciu miesięcy z wyjątkiem sytuacji, gdy przewinienie popełnione zostało przez żołnierza pod wpływem działania alkoholu. Zawieszenie kary było odwoływane – jeżeli w okresie zawieszenia ukarany popełnił przewinienie, za które została mu ponownie wymierzona kara służby w oddziale dyscyplinarnym lub mogło zostać odwołane - jeżeli w okresie zawieszenia została wymierzona żołnierzowi inna kara dyscyplinarna. Karę wymierzoną za nowe przewinienie i zawieszoną wykonywało się łącznie z tym jednak zastrzeżeniem, że łączny czas trwania kary nie powinien przekraczać czterech miesięcy (pkt 96).